# Pokémon Diamant et Perle
Pour les articles homonymes, voir Diamond.
Pokémon version Diamant et Pokémon version Perle, plus couramment appelés Pokémon Diamant et Pokémon Perle (ポケットモンスター ダイヤモンド・パール, Poketto Monsutā Daiyamondo Pāru), sont deux opus de la série de jeux vidéo de rôle Pokémon, développés par Game Freak. Ils sont édités par Nintendo sur la console portable Nintendo DS, au Japon en 2006, en Amérique du Nord, en Australie et en Europe en 2007.
Comme dans toutes les versions précédentes, le joueur contrôle le personnage principal d'une vue aérienne. Il a pour objectif de capturer, d'entraîner et de faire combattre des créatures fictives appelées « Pokémon » afin d'obtenir le titre de « Maître Pokémon ».
Les jeux reçurent de bons avis des critiques de jeux vidéo, et se sont vendus aux alentours de 17 millions d'exemplaires.

## Synopsis
L'action de Pokémon Diamant et Perle se déroule à Sinnoh, basée sur la région japonaise d'Hokkaido. Insulaire, elle est constituée de quatorze villes peuplées par des humains et de routes terrestres et maritimes qui les relient entre elles. Chaque zone géographique de la région est habitée par différentes espèces de créatures appelées Pokémon.
Si le joueur prend le personnage masculin, Louka de Bonaugure est le protagoniste de Pokémon Diamant et Perle, sinon ce sera Aurore, le protagoniste féminin et personnage important de la série. Louka ou Aurore vit à Bonaugure (Twinleaf Town), dans la région de Sinnoh. Un jour, alors qu'il/elle se promenait avec son meilleur ami Barry, il/elle tombe sur une mallette contenant des Poké Balls. Tout d'un coup, des Étourmi les attaquent, lui/elle et Barry. Les deux enfants se servent d'un des Pokémon dans la mallette pour vaincre les Étourmi. Les Pokémon sont Tortipouss, Ouisticram et Tiplouf (Turtwig, Chimchar et Piplup). Le professeur Sorbier (Rowan), qui est le propriétaire des Pokémon, décide de le leur confier comme « Pokémon de départ ».
Tout au long du jeu, les deux personnages devront déjouer les plans maléfiques de la Team Galaxy, qui tente de s'approprier le Pokémon légendaire Dialga ou Palkia, selon la version, afin de créer un nouvel univers.

## Système de jeu

### Solo
L'aventure se passe cette fois-ci dans la région de Sinnoh, située au nord de Kanto. En tout, quatorze villes sont présentes dans le jeu. Les graphismes ont été revus depuis les versions Rubis et Saphir avec notamment des ajouts d'éléments 3D dans les décors. Dans les épisodes précédents, le joueur n'avait que le rival ; à présent, un ami de sexe opposé (Louka si le joueur a déclaré être une femme et Aurore s'il a déclaré être un homme) suivra votre parcours en même temps que le rival. Il est impossible de diriger le personnage via le stylet de la console.
Alors que l'alternance entre le jour et la nuit (introduite dans Pokémon Or, Argent et Cristal) avait disparue dans Pokémon Rubis, Saphir et Émeraude, elle réapparait sous une forme plus sophistiquée dans ces deux nouveaux opus. Une journée se décompose désormais en plusieurs parties correspondants chacune à une période spécifique (matin, journée, soirée, nuit). Certains Pokémon ne peuvent être découverts qu'à une période précise de la journée, certaines attaques sont également plus efficaces la nuit ou la journée. Pour finir, certains événements ou certains personnages ne sont visibles que pendant certaines heures.
Le lieu où se déroule les concours toutes catégories à Sinnoh se situe au nord de la ville d'Unionpolis.
Ici, pas de combat, mais une épreuve de style, une de danse et enfin une épreuve dite de « comédie » où les Pokémon concourants font une démonstration de leurs attaques.
Le résultat de l'épreuve de style dépend des accessoires que vous avez récoltés au cours de votre aventure que vous utilisez en fonction du thème imposé. Il faut également que sa condition (Sang-froid, Beauté, Robustesse, Grâce, Intelligence) soit évoluée et adaptée au type de concours sélectionné. L'épreuve de danse quant à elle dépend de votre habileté (il faut appuyer sur les bonnes touches au bon moment), et celle de comédie dépend des attaques de votre Pokémon.
Celui qui gagne le concours reçoit un ruban et un objet dans son coffre-mode.

### Compatibilité
En local il est possible de faire des échanges, des combats, des échanges de données et d'utiliser le souterrain.
Ces versions peuvent aussi se connecter à Internet via une connexion Wi-Fi afin de combattre et de faire des échanges en ligne.
Grâce au micro intégré dans la Nintendo DS, il est possible de parler tout en combattant ou en faisant des échanges.
Grâce à un programme inclus dans les centres de réseau Wi-Fi de Nintendo, les noms des Pokémon seront retranscrits dans la langue des joueurs. Il est de ce fait possible de jouer avec les joueurs du monde entier. Ce sont les premiers épisodes de la série Pokémon à sortir sur Nintendo DS et à bénéficier de la Nintendo Wi-Fi Connection, permettant d'échanger ses Pokémon et de jouer contre des joueurs du monde entier.
L'échange est également disponible avec la cinquième génération de Pokémon, Pokémon Noir et Blanc.
Les versions Diamant et Perle peuvent se connecter au jeu Wii Pokémon Battle Revolution sorti en Europe le 7 décembre 2007. Il est possible d'utiliser cet épisode afin de faire des combats en 3D au lieu de ceux en 2D qu'offre la Nintendo DS. Il est également possible de copier les Pokémon d'une version DS (une version par partie) dans le jeu et ensuite faire des combats en ligne par exemple. Trois Pokémon sont débloquables avec Pokémon Battle Revolution : Pikachu au niveau 10 avec l'attaque Surf, Elekable au niveau 50 et Maganon au niveau 50. Aucun accessoire supplémentaire n'est nécessaire pour la connexion DS/Wii.
Les Pokémon y étant copiés ne montent pas de niveaux et ne gagnent aucun point d'expérience mais il est recommandé de mettre à jour le stock des Pokémon copiés si vous avez fait progresser ces derniers ou si vous avez capturé de nouveaux Pokémon.
My Pokémon Ranch est un jeu disponible sur le WiiWare (service de téléchargement de la Wii) depuis le 4 juillet 2008. Il permet aux possesseurs de Pokémon Perle ou de Pokémon Diamant de transférer jusqu'à 1 000 Pokémon dans un ranch virtuel, grâce à la connexion Wii-DS. Il est alors possible de les visualiser en 3D dans un style graphique proche des Mii, d'interagir avec eux, ou encore d'obtenir des Pokémon légendaires tels que Mew ou Phione.
Il est possible de récupérer des Pokémon obtenus précédemment dans les versions GBA, soit Pokémon Rubis, Saphir, Émeraude, Vert Feuille et Rouge Feu en se rendant au Parc des amis, au sud de Littorella, au bout de la Route 221. Le parc contient cinq parties : la plaine, la montagne, la forêt, l’étang et la mer. Il est possible de capturer, à l'aide de Parc Ball, seulement six Pokémon par version du jeu et par jour. À noter que le parc n'est accessible qu'une fois après avoir obtenu le Pokédex National.
Comme toujours, depuis 1996, année de sortie des premières versions Pokémon Rouge et Bleu au Japon, les deux versions possèdent de légères différences. Ainsi, un Pokémon légendaire est propre à chaque version, les scénarios varient légèrement, et chaque version contient des Pokémon exclusifs.
| Pokémon Perle | Pokémon Diamant |
| --- | --- |
| - Obalie, Phogleur, Kaïmorse - Scarabrute - Draby, Drackhaus, Drattak - Dinoclier, Bastiodon - Feuforêve, Magirêve - Malosse, Démolosse - Ramoloss, Flagadoss, Roigada - Cerfrousse - Chaglam, Chaffreux - Palkia | - Otaria, Lamantine - Insécateur, Cizayox - Embrylex, Ymphect, Tyranocif - Kranidos, Charkos - Cornèbre, Corboss - Medhyèna, Grahyèna - Galekid, Galegon, Galeking - Kecleon - Moufouette, Moufflair - Dialga |

## Bande son
Nintendo DS Pokémon Diamond & Pearl Super Music Collection est une bande-sonore d'Hitomi Sato et Junichi Masuda sous la supervision de Go Ichinose, avec quelques autres musiques composés par Morikazu Aoki. L'album, sorti au Japon le 22 décembre 2006, a culminé à la 253e place du top Oricon Japon.
Go Ichinose, avec l'assistance de Hitomi Sato, Junichi Masuda et Morikazu Aoki.

## Développement
Junichi Masuda dirige l'équipe de développement.

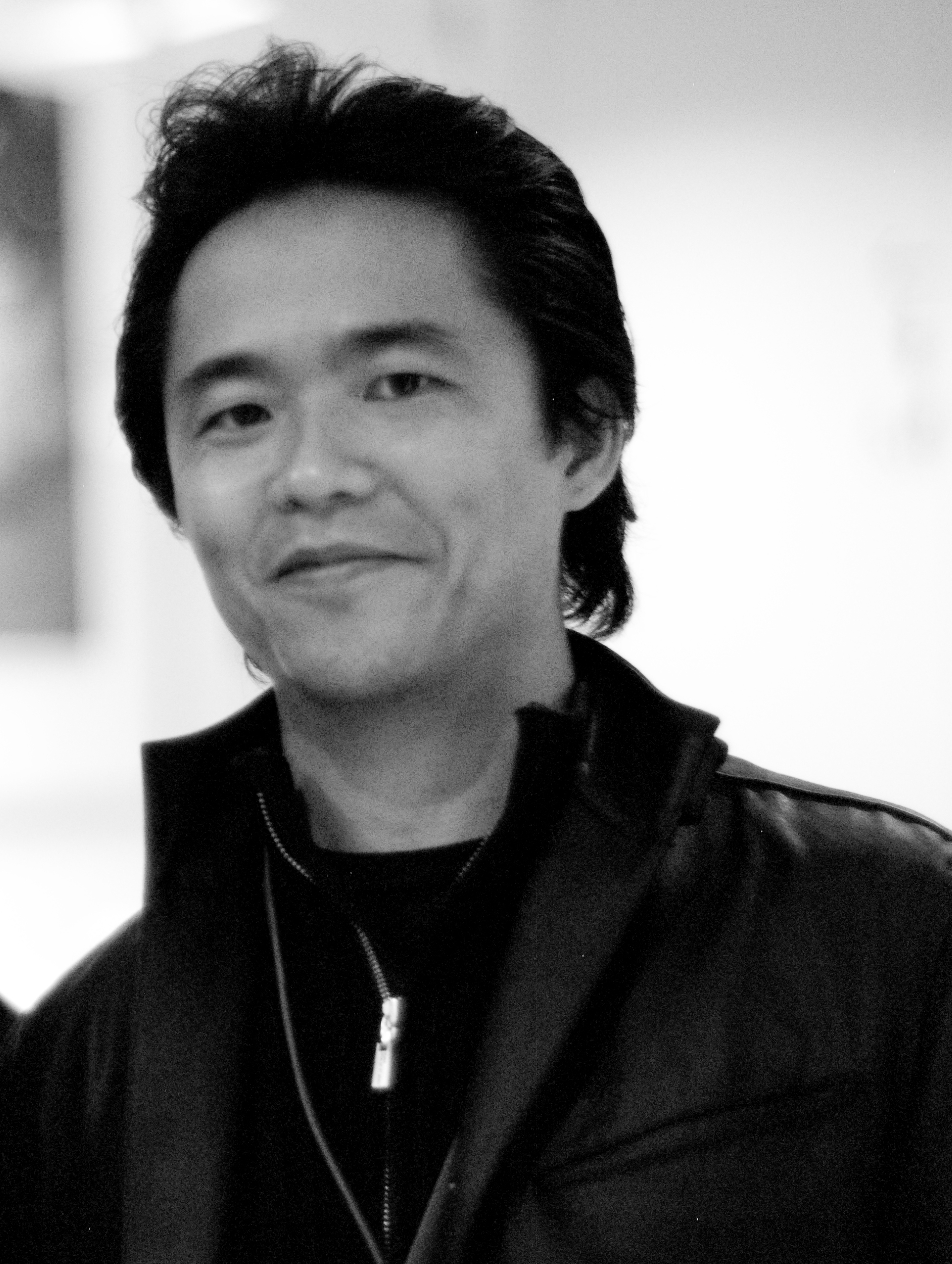
Junichi Masuda dirige la création du jeu.

Les jeux ont pour mascotte Dialga et Palkia.
Disponible uniquement aux États-Unis et en édition limitée, un pack Nintendo DS contient la console sérigraphiée aux couleurs de Dialga et Palkia, une housse pour DS, un poster Pokémon et un dessin animé nommé Pokémon : Donjon Mystère Explorateurs du temps et des ténèbres.
- Pour la sortie de Pokémon Perle et Diamant en Europe, Nintendo a distribué des figurines représentant Dialga et Palkia à qui achetait les deux versions du jeu[10].

## Réception
Pokémon Diamant et Pokémon Perle ont été de manière générale très bien accueillis en Europe. Metacritic et GameRankings relèvent une note moyenne de 85 %,,. Gamekult donne une nouvelle fois la note la plus basse pour un jeu vidéo Pokémon en attribuant un 7/10. Jeuxvideo.com attribue un 15/20 aux deux jeux vidéo. À 0,1 point d'écart, IGN et GameSpot donnent la même note. Ils donnent respectivement 8,4 et 8,5/10. Famitsu note pour sa part le jeu à 35/40
Nintendo a annoncé en 2009 que Pokémon Diamant et Perle se sont écoulés à environ 16,8 millions d'exemplaires dans le monde.

## Pokémon Platine
À l'instar de Pokémon Jaune, Pokémon Cristal et Pokémon Émeraude, Pokémon Diamant et Perle a connu une troisième version sortie en 2008, intitulée Pokémon Platine.

## Postérité
Le troisième cycle de la série animée Pokémon est lancée à la suite du lancement des jeux. Sacha et Pikachu partent explorer la nouvelle région de Sinnoh.
L'Official Nintendo Magazine classe le duo de jeu en 20e position sur les cent meilleurs jeux Nintendo.
À l'occasion d'une présentation liée aux 25 ans de la licence Pokémon sont annoncés le 26 février 2021 les remakes de ces jeux, intitulés Pokémon Diamant Étincelant et Pokémon Perle Scintillante développés par ILCA pour la Nintendo Switch fin 2021.